# Гелиоустановка
Гелиоустановка — устройство, улавливающее лучистую энергию Солнца и преобразующее её в другие, удобные для использования виды энергии (например, тепловую или электрическую). Гелиоустановки подразделяют на установки с концентраторами и без них. Первые служат для преобразования энергии солнечной радиации после повышения её плотности с помощью гелиоконцентраторов, вторые — при естественной её плотности. Гелиоустановки различают по назначению, приданному концентратору; характеру преобразовательного процесса и другим признакам или сочетанию признаков. Гелиоустановки без концентраторов используют для подогрева воды или воздуха, сушки фруктов, овощей и материалов, опреснения воды, получения электроэнергии и других целей. Для концентрации солнечных лучей чаще используют параболоидные, приближённо параболоидные и параболоцилиндрические зеркала. Линзы, а также конические и другие зеркала из-за сложности их изготовления и использования применяют редко. 